# Giovanbattista Vitale
Giovanbattista Vitale, detto  Titta (Palermo, 8 giugno 1925 – 1974), è stato un mafioso italiano, capomandamento di Altarello (Palermo) e zio di Leonardo Vitale, primo pentito di Cosa nostra.
Nel 1974, un anno dopo il pentimento del nipote, Cosa nostra lo eliminò strangolandolo in quanto considerato colpevole di proteggere il nipote dai propositi omicidi di Cosa nostra.
Nel 2007 è stato interpretato da Tony Sperandeo nel film L'uomo di vetro, diretto da Stefano Incerti, che ripercorre la vicenda del nipote Leonardo Vitale.